# Alstahaug
Alstahaug és un municipi situat al comtat de Nordland, Noruega. Té 7.450 habitants (2018) i la seva superfície és de 187.22 km². El centre administratiu del municipi és la ciutat de Sandnessjøen. Els altres pobles d'Alstahaug són Søvika i Tjøtta.
La ciutat de Sandnessjøen, que està situada a l'illa d'Alsta. La serralada característica de les Set Germanes es troba a la part oriental de l'illa. La llegenda local ha fet que aquesta serralada de set pics s'hagi popularitzat força.
L'illa està connectada amb el continent per l'impressionant pont d'Helgeland, a través de la carretera comtal 17. L'aeroport de Sandnessjøen-Stokka es troba just al sud de Sandnessjøen.

## Informació general

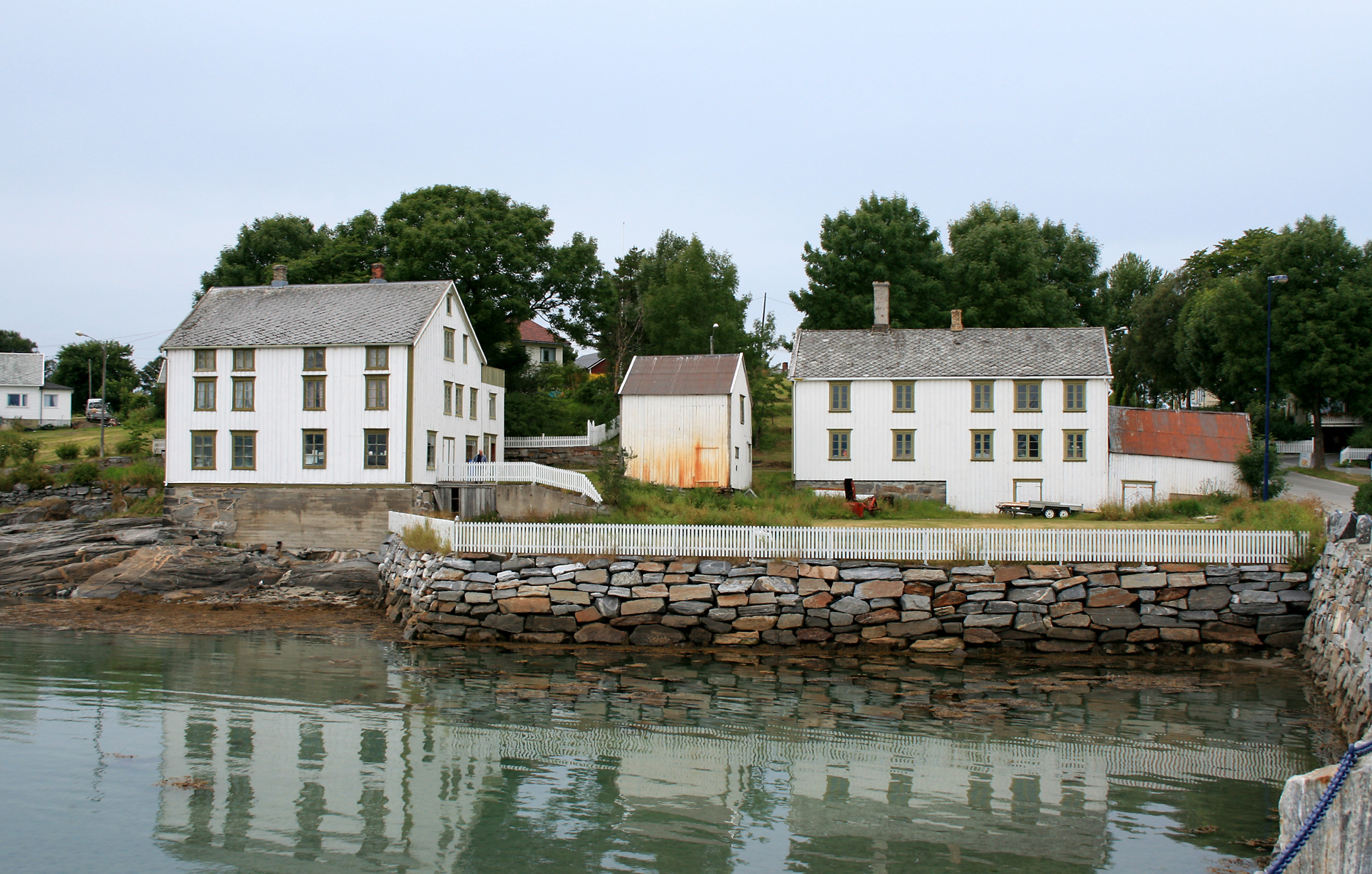
Poble rural de Tjøtta

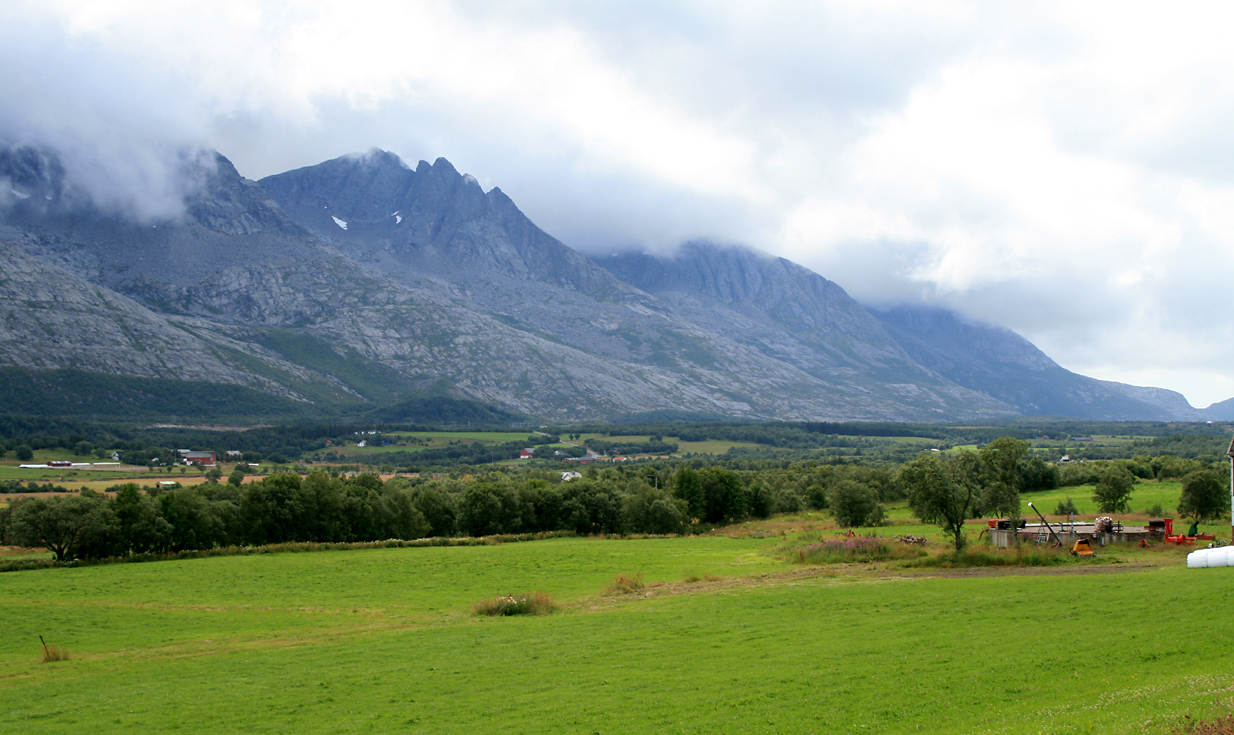
Illa d'Alsten, amb terres baixes, al peu de les Set Germanes

Alstahaug va ser establert com a municipi l'1 de gener de 1838. El 1862, el districte sud (població: 2.781) es va separar per esdevenir el nou municipi de Tjøtta (Vevelstad es va separar després de Tjøtta). El 1864, el districte de l'illa occidental (població: 2.438) es va separar per esdevenir el nou municipi de Herøy. Llavors, l'1 de juliol de 1899, el districte nord (població: 2.673) es 
va separar per formar el nou municipi de Stamnes (Leirfjord es va separar després de Stamnes).
L'1 de gener de 1965, l'àrea de Husvær d'Alstahaug (població: 461) va ser transferida d'Alstahaug a Herøy. El mateix dia, els municipis de Tjøtta (sense incloure la zona de Skogsholmen), Sandnessjøen, i la resta d'Alstahaug es van fusionar per formar el nou gran municipi d'Alstahaug. L'1 de gener de 1971, les illes de Skålvær (població: 32) van ser transferides de Vega a Alstahaug. L'1 de gener de 1995, les zones continentals d'Alstahaug (població: 70) van ser traslladades a Vefsn.

### Nom
El municipi (originàriament parròquia) és el nom de l'antiga granja Alstahaug (nòrdic antic: Alastarhaugr), ja que la primera església va ser construïda allà. El primer element és el cas genitiu del nom de l'illa d'Alost (ara Alsta) i l'últim element és haugr, que significa 'turó' o 'monticle'.

### Escut d'armes

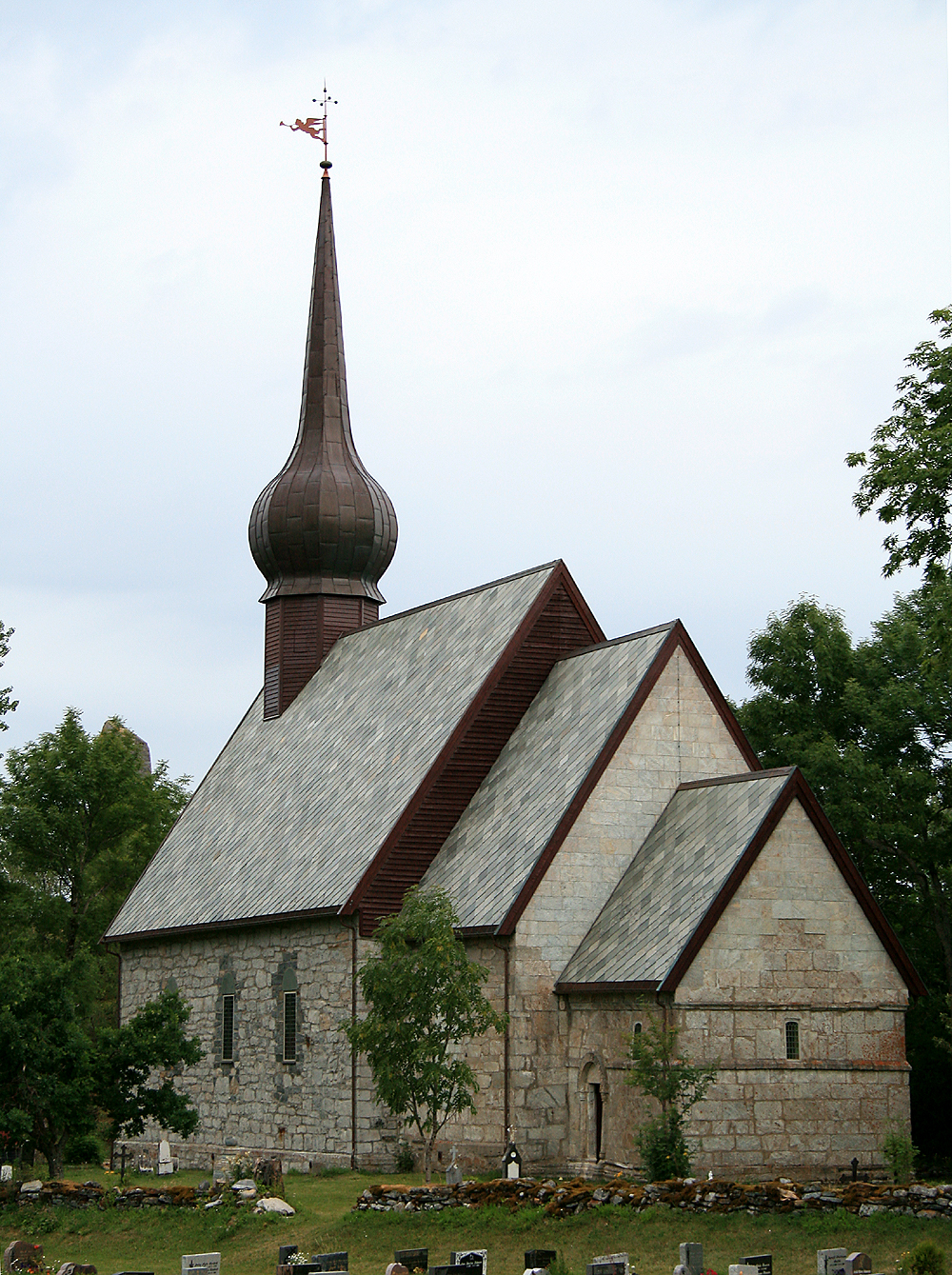
L'església medieval d'Alstahaug (s. XII)

L'escut d'armes és modern; se'ls hi va concedir el 8 d'agost de 1986. Els braços mostren les Set Germanes (noruec: De syv søstre), una filera de muntanyes de la zona, que es reflecteixen en les cristal·lines aigües del fiord.

### Esglésies
L'Església de Noruega té tres parròquies (sokn) al municipi d'Alstahaug. És part del deganat Nord-Helgeland a la diòcesi de Sør-Hålogaland.
| Parròquia (Sokn) | Nom de l'església        | Localització de l'església | Any de construcció |
| ---------------- | ------------------------ | -------------------------- | ------------------ |
| Alstahaug        | Església d'Alstahaug     | Alstahaug                  | Segle XII          |
| Sandnessjøen     | Església de Sandnessjøen | Sandnessjøen               | 1882               |
| Tjøtta           | Església de Skålvær      | Skålvær                    | 1851               |
| Tjøtta           | Església de Tjøtta       | Tjøtta                     | 1867               |

## Història
A Alstahaug, a l'extrem sud de l'illa d'Alsta, es troba l'església medieval d'Alstahaug, on el poeta i ministre de Petter Dass van treballar al voltant del 1700. Tjøtta, una petita illa al sud d'Alsta, és el lloc on el famós viking Harek residia al segle xi.

## Natura

### Avifauna
Situada just al sud del cercle polar àrtic, en una zona que es coneix com a Outer Helgeland, Alstahaug ofereix l'oportunitat d'observar aus al visitant en un paisatge espectacular, ja sigui costaner o a l'interior, on la cadena muntanyenca de les Set Germanes marca el límit entre els hàbitats. Una de les millors zones d'observació d'aus és Tjøtta. Allí es troba la petita reserva natural Ostjønna.

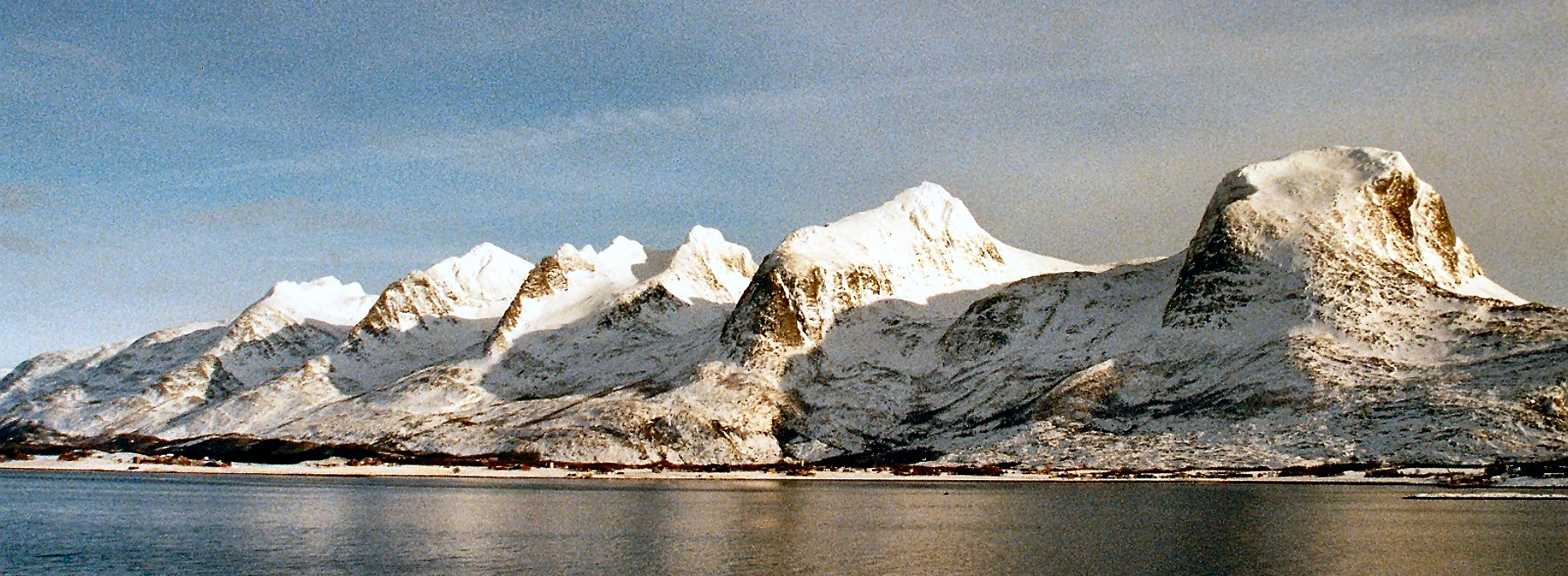
Les Set Germanes d'Alstahaug

## Geografia
Alstahaug és un municipi compost enterament per illes. La majoria dels residents viuen a les illes principals d'Alsta i Tjøtta, i Alstahaug s'estén des del grup d'illes de Skålvær a l'oest, al fiord de Vefsn a l'est, i l'illa Mindlandet al sud. Els municipis de Leirfjord, Vefsn i Vevelstad es troben a l'est i Dønna, Herøy, i Vega al sud.

### Clima
Alstahaug té un clima oceànic. El febrer sol ser el mes més fred, i l'agost és sovint el més càlid. L'octubre és gairebé tan càlid com el maig. La precipitació mitjana anual és de 1.510 mil·límetres a Sandnessjøen i de 1.020 mil·límetres a Tjøtta. El període més plujós és de setembre a gener, amb aproximadament 150 mil·límetres cada mes, mentre que al maig i juny la mitjana n'és de 60 a 70 mil·límetres cada mes.
| Dades climàtiques a Sandnessjøen | Dades climàtiques a Sandnessjøen | Dades climàtiques a Sandnessjøen | Dades climàtiques a Sandnessjøen | Dades climàtiques a Sandnessjøen | Dades climàtiques a Sandnessjøen | Dades climàtiques a Sandnessjøen | Dades climàtiques a Sandnessjøen | Dades climàtiques a Sandnessjøen | Dades climàtiques a Sandnessjøen | Dades climàtiques a Sandnessjøen | Dades climàtiques a Sandnessjøen | Dades climàtiques a Sandnessjøen | Dades climàtiques a Sandnessjøen |
| Mes                              | gen                              | febr                             | març                             | abr                              | maig                             | juny                             | jul                              | ag                               | set                              | oct                              | nov                              | des                              | anual                            |
| -------------------------------- | -------------------------------- | -------------------------------- | -------------------------------- | -------------------------------- | -------------------------------- | -------------------------------- | -------------------------------- | -------------------------------- | -------------------------------- | -------------------------------- | -------------------------------- | -------------------------------- | -------------------------------- |
| Màxima mitjana °C (°F)           | 2 (36)                           | −1 (30)                          | 1 (34)                           | 6 (43)                           | 11 (52)                          | 12 (54)                          | 15 (59)                          | 15 (59)                          | 13 (55)                          | 10 (50)                          | 7 (45)                           | 4 (39)                           | 7.9 (46.2)                       |
| Mínima mitjana °C (°F)           | 0 (32)                           | −4 (25)                          | −2 (28)                          | 2 (36)                           | 7 (45)                           | 8 (46)                           | 11 (52)                          | 12 (54)                          | 10 (50)                          | 7 (45)                           | 4 (39)                           | 1 (34)                           | 4.7 (40.5)                       |
| Font:                            |                                  |                                  |                                  |                                  |                                  |                                  |                                  |                                  |                                  |                                  |                                  |                                  |                                  |